# 釜瀬冨士雄
釜瀬 冨士雄（かませ ふじお、1903年4月9日 - 1985年）は、日本の教育者。学校法人九州学園理事長。

## 経歴・人物
九州学園創立者釜瀬新平の長男として福岡市に生まれる。1921年福岡県立中学修猷館を経て、1926年東京帝国大学文学部心理学科を卒業。
1928年6月旧制松本高等学校教授となり、1950年2月福岡県教育委員会に転じ、1955年4月久留米大学商学部教授に就任。
1960年6月九州学園理事長および九州女子高等学校（現・福岡大学附属若葉高等学校）校長に就任。1966年4月福岡女子短期大学を創設し学長を兼ねる。